# Horse Dale
Horse Dale – wieś w Anglii, w hrabstwie Derbyshire, w dystrykcie Derbyshire Dales. Leży 24 km na północ od miasta Derby i 206 km na północny zachód od Londynu.